# 圣塔菲独立
聖達菲獨立（西班牙語：Independiente Santa Fe）是哥伦比亚波哥大的一个足球俱乐部。该队曾9次获得顶级联赛冠军，2次哥伦比亚杯冠军 和1次 南美球會盃冠军在2015年。

## 荣誉
- 哥倫比亞足球甲級聯賽
  - 冠军（8）：1948, 1958, 1960, 1966, 1971, 1975, 2012–I, 2014–II
  - 亚军（4）：1963, 1979, 2005–I, 2013–I

- 哥倫比亞盃
  - 冠军（2）：1989, 2009
  - 亚军（3）：1950-51, 2014, 2015

- 南美球會盃
  - 冠軍（1）：2015